# Ermita de Santa Bárbara (La Mata)
La ermita de Santa Bárbara es un templo católico situado a 3 kilómetros de La Mata de Morella, camino de Cinctorres, próxima al río Cantavieja. Para acceder a ella hay que ir por la carretera CV-120 que une La Mata con La Todolella.
La ermita está catalogada como Bien de Relevancia Local, con código identificativo 12.01.075-005, según la Disposición Adicional Quinta de la Ley 5/2007, de 9 de febrero, de la Generalitat, de modificación de la Ley 4/1998, de 11 de junio, del Patrimonio Cultural Valenciano (DOCV Núm. 5.449 / 13/02/2007) (1)

## Historia y descripción
Se trata de una pequeña ermita datada del siglo XVI, aunque reformada durante el siglo XVII. con unas medidas de unos 25 metros de profundidad por unos 10 de anchura, construida en mampostería reforzada en las esquinas con sillares, contrafuertes y con una cubierta a dos aguas acabada en teja árabe, con un importante alero cerámico decorado. Presenta además una pequeña espadaña en el testero de entrada.
El conjunto se completa con un edificio contiguo, un patio cerrado por muro (en cuyo centro subsiste el pie de sillería de una cruz primitiva) y un pequeño cobertizo.
Interiormente, la ermita es de una sola nave de planta rectangular y distribuida en cinco crujías. El acceso al templo se hace por los pies de la nave, con puerta de madera en arco de medio punto con portada de piedra rematada por hornacina vacía, y en cuya parte interior superior está el coro llenando la primera crujía. En la tercera crujía se puede observar a la derecha otro acceso lateral al edificio, que, bajo arco con dovelas conduce a un pasaje que lleva también a la vivienda contigua; mientras que en la última crujía se sitúa el altar con el ábside recto, con la sacristía situada a la izquierda.
Pueden observarse pilastras y bóvedas tabicadas de ladrillo que todavía presentan la decoración original, pese a no conservarse la talla renacentista del siglo XVI de la titular y la predela de un retablo del siglo XV dedicado a San Antonio y Santa Bárbara, atribuido a Valentín Montolíu.

## Fiestas
Es un lugar en el que se realizan varias romerías, debiendo destacarse la realizada durante el mes de agosto, así como la que se lleva a cabo en el día de la festividad de la Santa el 4 de diciembre.
Prácticamente hasta 1950 se celebraba en su exterior un mercado semanal para los habitantes de las masías vecinas.
Además existe una leyenda según la cual toda persona inscrita en el Libro de la Cofradía a cambio de limosnas, no moría por la caída de un rayo; razón por la cual era tradicional que el santero recorriera la zona apuntando a los devotos en él.